# Памп-трек
Памп-трек (pump track, від англ. pump — качати і англ. track — траса) — спеціальна велосипедна траса, яка є чергуванням ям та схилів хвиль (своєрідних хвиль) і контрнахилів та не містить рівних ділянок. Особливість памп-треків полягає в тому, що набір та підтримка швидкості здійснюється не за рахунок обертання педалей, а за допомогою спеціальної техніки проходження («прокачування») хвиль — у ями велосипед «втискається», на схилах «розслаблюється».
Траса зазвичай має відносно невелику довжину (десятки метрів) і робиться кільцевою. Можливі розвилки та перехрестя для організації різноманітних маршрутів проходження.
Для катання по памп-треку найкраще підходять легкі, дертові, гірські велосипеди або BMX.

Змагання передбачають проходження певного маршруту на трасі за мінімальний час.

## Історія
Прообразом сучасних памп-треків слугували BMX-треки 1970—1980-х років. Сучасні памп-треки винайшли австралійські даунхілери, що побудували в 2003 році першу подібну трасу, на якій можна було їхати вгору не обертаючи педалі, а розганяючись тільки на контрнахилах.
У 2005 році памп-трек вперше з'являється у велосипедному фільмі «Earthed 2».
В Україні покататися на памп-треку можна в Києві (парк «Орлятко») та Миколаєві.

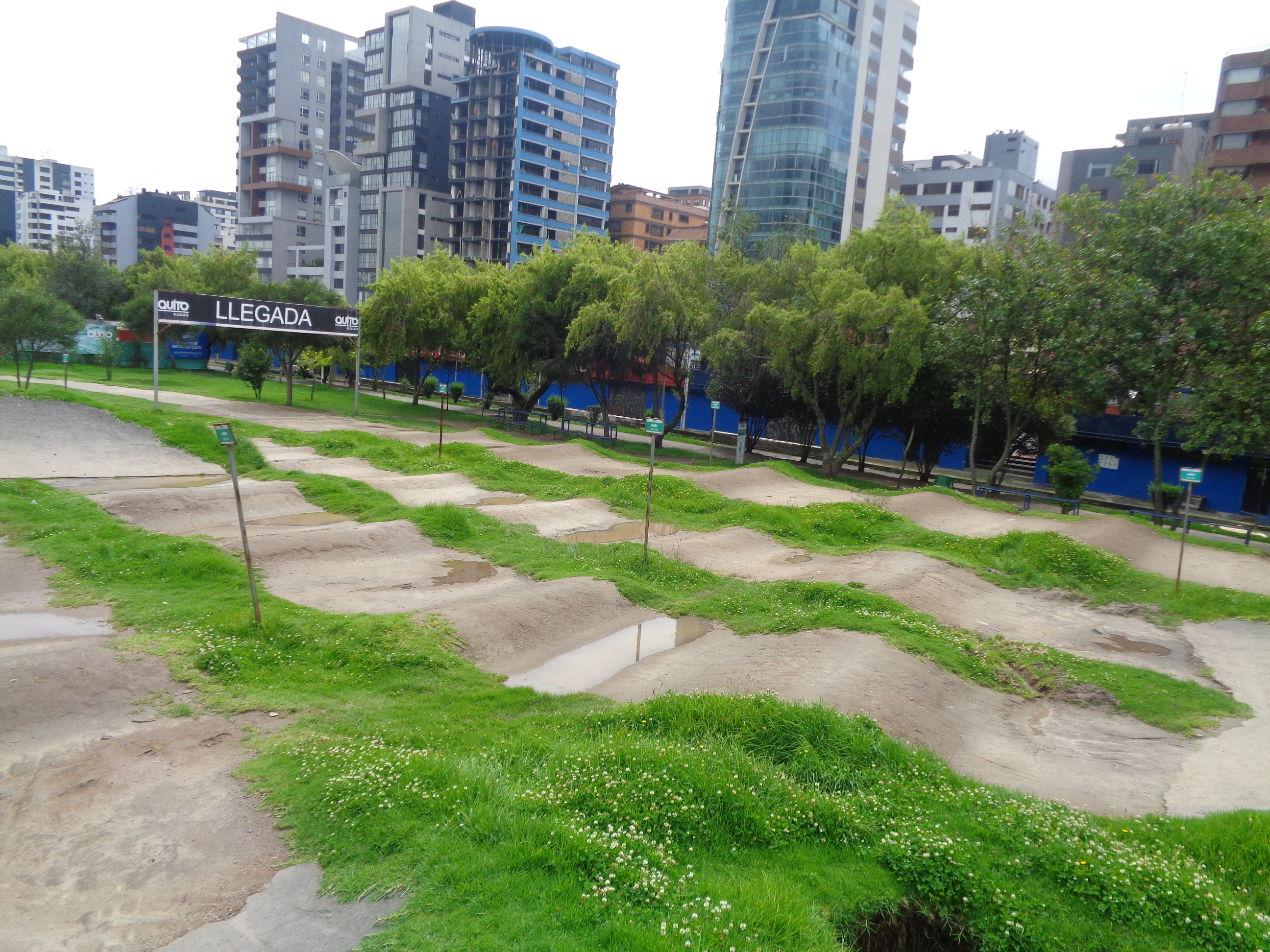
Памп-трек Кіто Еквадор